# Dungeons and Dragons: Daggerdale
Dungeons and Dragons: Daggerdale est un jeu vidéo de type action-RPG développé par Bedlam Games et publié par Atari Inc. en 2011 sur PC et Xbox 360 et en 2012 sur PlayStation 3. Le jeu se déroule dans les Royaumes oubliés, un décor de campagne de Donjons et Dragons.

## Accueil
| Daggerdale |      |       |
| Média      | Pays | Notes |
| Eurogamer  | US   | 7/10  |
| Gamekult   | FR   | 3/10  |
| GameSpot   | US   | 45 %  |
| Joystiq    | US   | 1,5/5 |